# Metzgeria kuwaharae
Metzgeria kuwaharae là một loài Rêu trong họ Metzgeriaceae. Loài này được Piippo mô tả khoa học đầu tiên năm 1991.